# Per Gahrton
Per Gahrton, de son nom complet Carl Per Gunnar Gahrton, né le 2 février 1943 à Malmö et mort le 19 septembre 2023, est un homme politique suédois. Il est co-porte-parole du Parti de l'environnement Les Verts de 1984 à 1985.